# گورگرایند
گورگرایند (انگلیسی: Goregrind) یک سبک تلفیقی از گرایندکور و دث متال است. گروه بریتانیایی کارکس معمولاً برای ظهور این سبک شناخته می‌شوند. گورگرایند به‌خاطر خوانندگی‌های بسیار ویرایش‌شده، تغییر صدا و نوازندگی ساینده‌اش که ریشه در گریندکور دارد، شناخته می‌شود.